# هيجونغ ملك غوريو
هيجونغ ملك غوريو (ولد في 912 ومات في 23 أكتوبر 945 | حكم من 943 إلى 945) هو الملك الثاني لسلالة غوريو في كوريا. صعد إلى العرش بعد وفاة والده الملك تايجو وعند وفاته خلفه جونغجونغ الأول.

## نشأته وحياته
ولد هيجونغ من زوجة الملك تايجو الثانية، الملكة جانغهوا والتي تزوجها عندما كان جنرالاً يخدم غنغ يي ملك غوغوريو الأخيرة. افتقد هيجونغ للدعم السياسي لأن عائلة والدته لم تكن قوية سياسياً. في سنة 921 اختير هيجونغ ولياً للعهد وخليفة ملكي بدعم من الجنرال باك سل هي. بعد تتويجه كولي للعهد لحق هيجونغ بوالده خلال معاركه مع بايكتشي الأخيرة كما لعب دوراً مهما في العديد منها. في سنة 943 توفي الملك تايجو، وصعد هيجونغ للعرش.

## حكمه
خلال حكم هيجونغ شهد العديد من المؤامرات والصراعات على السلطة بين أبناء تايجو. أول هذه المؤامرات قادها الأمير وانغ يو، والأمير وانغ سو أبناء الملكة الثالثة شنميونغ سنسونغ من عشيرة تشنغجو يو والتي كان لها نفوذ سياسي واسع.
أثناء التحقيق في المؤامرة أنذر وانغ غيو هيجونغ بمؤامرة الأميرين، ولكنه في نفس الوقت تآمر لوضع حفيده على العرش عندما لم يقم هيجونغ بأي ردة فعل لإيقاف مؤامرة الأميرين.

## وفاته
بسبب العديد من الضغوطات توفي هيجونغ سنة 945 في السنة الثانية لحكمه. سبب وفاته يعود لمرض أصيب به، ولكن العديد من المؤرخين استنتجوا أن وفاته ربما كانت على يد أخويه غير الشقيقين الأمير سو والأمير يو، وذلك نظراً لأن الأمير يو صعد للعرش باختيار من العلماء والمسؤولين وليس بوصية من هيجونغ.

## أسرته
- الأب: الملك تايجو (고려 태조 | 高麗 太祖).
- الأم: الملكة جانغهوا من عشيرة أوه (장화왕후 오씨 | 莊和王后 吳氏).
- الزوجة: الملكة ويهوا من عشيرة إم (의화왕후 임씨 | 義和王后 林氏) - ابنة إم هي (임희 | 林曦).
  - ابن: الأمير هنغهوا (흥화군 | 興化君)
  - ابنة: سيدة القصر غيونغهوا (경화궁부인 | 慶化宮夫人) - محظية الملك غوانغجونغ.
  - ابنة: الأميرة جونغهون (정헌공주 | 貞憲公主).
- محظية: هغوانغجوون من عشيرة وانغ (후광주원부인 왕씨 | 後廣州院夫人 王氏).
- محظية: تشونغجوون من عشيرة كم (청주원부인 김씨 | 淸州院夫人 金氏)
- محظية: غنغين آيجو (궁인 애이주 | 哀伊主).
  - ابن: ولي العهد وانغ جي (태자 | 太子)، (왕제 | 王齊).
  - ابنة: السيدة ميونغهي (명혜부인 | 明惠夫人).

## التصوير الحديث

### في الدراما
- 《تايجو وانغ غون》(كي بي إس، 2000 ~ 2002، قام بدوره الممثل: أن جونغ هن، والممثل سو هيون سوك).
- 《إمبراطورية الصباح》(كي بي إس، 2002 ~ 2003، قام بدوره الممثل: نو يونغ غك).
- أحباء القمر (2016)